# Carotina Super Bip
Carotina Super Bip est une série télévisée d'animation éducative italienne produite par le studio Groupe Lisciani.
En Italie, la série est diffusée depuis le 30 septembre 2013 sur Nick Jr,, et en Pologne elle est diffusée depuis le 5 octobre 2015 sur Nickelodeon.
En France, elle est diffusée sur Nickelodeon Junior.

## Synopsis
Carotina habite à Super Bip City dans une belle maison en forme de carotte, surmontée d'un petit jardin. Elle a de nombreux amis avec lesquels elle fait des choses passionnantes. Grâce à une boisson vitaminée, elle se transforme en super héroïne dotée de pouvoirs étonnants lorsqu'on l'appelle au secours

## Épisodes
| Saison | Saison | Episodes | Italie            | Italie        | Pologne         | Pologne         |
| Saison | Saison | Episodes | Début de saison   | Fin de saison | Début de saison | Fin de saison   |
| ------ | ------ | -------- | ----------------- | ------------- | --------------- | --------------- |
|        | 1      | 26       | 30 septembre 2013 |               | 5 octobre 2015  | 21 octobre 2015 |

### Saison 1
| N° | Titre                                     | Titre                             | Titre                        | Diffusion       |
| N° | France                                    | Italie                            | Pologne                      | Pologne         |
| -- | ----------------------------------------- | --------------------------------- | ---------------------------- | --------------- |
| 1  | Bonhomme de neige                         | Pupazzo Di Neve                   | Bałwanek                     | 5 octobre 2015  |
| 2  | Abeilles Furieux                          | Le Api Furiose                    | Carotina i wściekłe pszczoły | 5 octobre 2015  |
| 3  | Le gâteau au chocolat                     | La Torta Al Cioccolato            | Tort czekoladowy             | 6 octobre 2015  |
| 4  | Tempête dans le jardin                    | Bufera Nell'Orto                  | Straszna wichura             | 6 octobre 2015  |
| 5  | Le champignon géant                       | Il fungo gigante                  | Gigantyczny grzyb            | 7 octobre 2015  |
| 6  | Un arc-en-ciel pour la ville de Super Bip | Un Arcobaleno Per Super Bip City  | Kolory tęczy                 | 7 octobre 2015  |
| 7  | Un morceau de lune pour Pommy             | Un Pezzo Di Luna Per Pommy        | Kawałek księżyca dla Pomisia | 8 octobre 2015  |
| 8  | Une excursion aventureuse                 | Una Scampagnata Avventurosa       | Dzień nad wodą               | 8 octobre 2015  |
| 9  | Un tour en hélicoptère                    | Un giro In Elicottero             | Lot helikopterem             | 9 octobre 2015  |
| 10 | Granité au citron                         | La Granita Al Limone              | Lemoniada                    | 9 octobre 2015  |
| 11 | Le mystère des clés manquantes            | Il Mistero Delle Chiavi Scomparse | Tajemnica zaginionego klucza | 12 octobre 2015 |
| 12 | Une médaille d'or                         | Una Medaglia D'Oro                | Złoty medal                  | 12 octobre 2015 |
| 13 | Un jeune arbre jeune                      | Un Albero Giovane Giovane         | Młodziutkie drzewko          | 13 octobre 2015 |
| 14 | Trésor de Zan                             | Il Tesoro Di Zan                  | Skarb Van Żana               | 13 octobre 2015 |
| 15 | La Pizzocorina de Poussière               | La Polvere Pizzocorina            | Swędzący pył                 | 14 octobre 2015 |
| 16 | Vole Vole Pommy                           | Vola Vola Pommy                   | Fruwający Pomiś              | 14 octobre 2015 |
| 17 | Gâteau de l'amitié                        | Torta Dell'Amicizia               | Tort przyjaźni               | 15 octobre 2015 |
| 18 | Joyeux Noël à tous                        | Buon Natale A Tutti               | Wesołych świąt               | 15 octobre 2015 |
| 19 | La course des cerfs-volants               | La Gara Degli Aquiloni            | Zawody latawców              | 16 octobre 2015 |
| 20 | La nouvelle voiture de Zan                | L'Auto Nuova Di Zan               | Nowy samochód Van Żana       | 16 octobre 2015 |
| 21 | Un vélo pour Pommy                        | Una Bicicletta Per Pommy          | Rower dla Pomisia            | 19 octobre 2015 |
| 22 | Les Noisettes d'Olly Cip                  | Le Nocciole Di Olly Cip           | Gdzie są orzeszki Bulci C?   | 19 octobre 2015 |
| 23 | La Grande Course                          | La Grande Corsa                   | Wielki wyścig                | 20 octobre 2015 |
| 24 | Qui a volé les peintures de Zan           | Chi Ha Rubato I Quadri Di Zan     | Kto ukradł obrazy Van Żana?  | 20 octobre 2015 |
| 25 | L'Invasion Du Tricicle                    | L’Invasion Delle Cicale           | Inwazja cykad                | 21 octobre 2015 |
| 26 | Cheval étourdi                            | Cavallo Imbizzarrito              | Spłoszony koń                | 21 octobre 2015 |